# Lion-sur-Mer
Pour les articles homonymes, voir Lion (homonymie).
Ne doit pas être confondu avec Lyon.
Lion-sur-Mer est une commune française, située dans le département du Calvados en région Normandie, peuplée de 2 510 habitants.

## Géographie
La commune de Lion-sur-Mer est située sur la Côte de Nacre, au bord de la Manche, au nord de la plaine de Caen. Son bourg est à 5,5 km à l'est de Douvres-la-Délivrande, à 5,5 km à l'ouest d'Ouistreham et à 14 km au nord de Caen.
La plage est constituée de sable fin et est, à l'ouest, bordée par des falaises de taille moyenne.
La ville est desservie par la ligne 22 du réseau Twisto, ainsi que la ligne 12 (ex-ligne 1 du réseau Bus Verts), la ligne 32 (sur réservation uniquement), et également la ligne Flexo 2 (ligne de soirée) du même réseau.
| Luc-sur-Mer             | Mer de la Manche                | Mer de la Manche                      |
| Luc-sur-Mer, Cresserons | Lion-sur-Mer                    | Mer de la Manche, Hermanville-sur-Mer |
| Cresserons              | Cresserons, Hermanville-sur-Mer | Hermanville-sur-Mer                   |

### Hydrographie
La commune est située dans le bassin Seine-Normandie. Elle n'est drainée par aucun cours d'eau,.

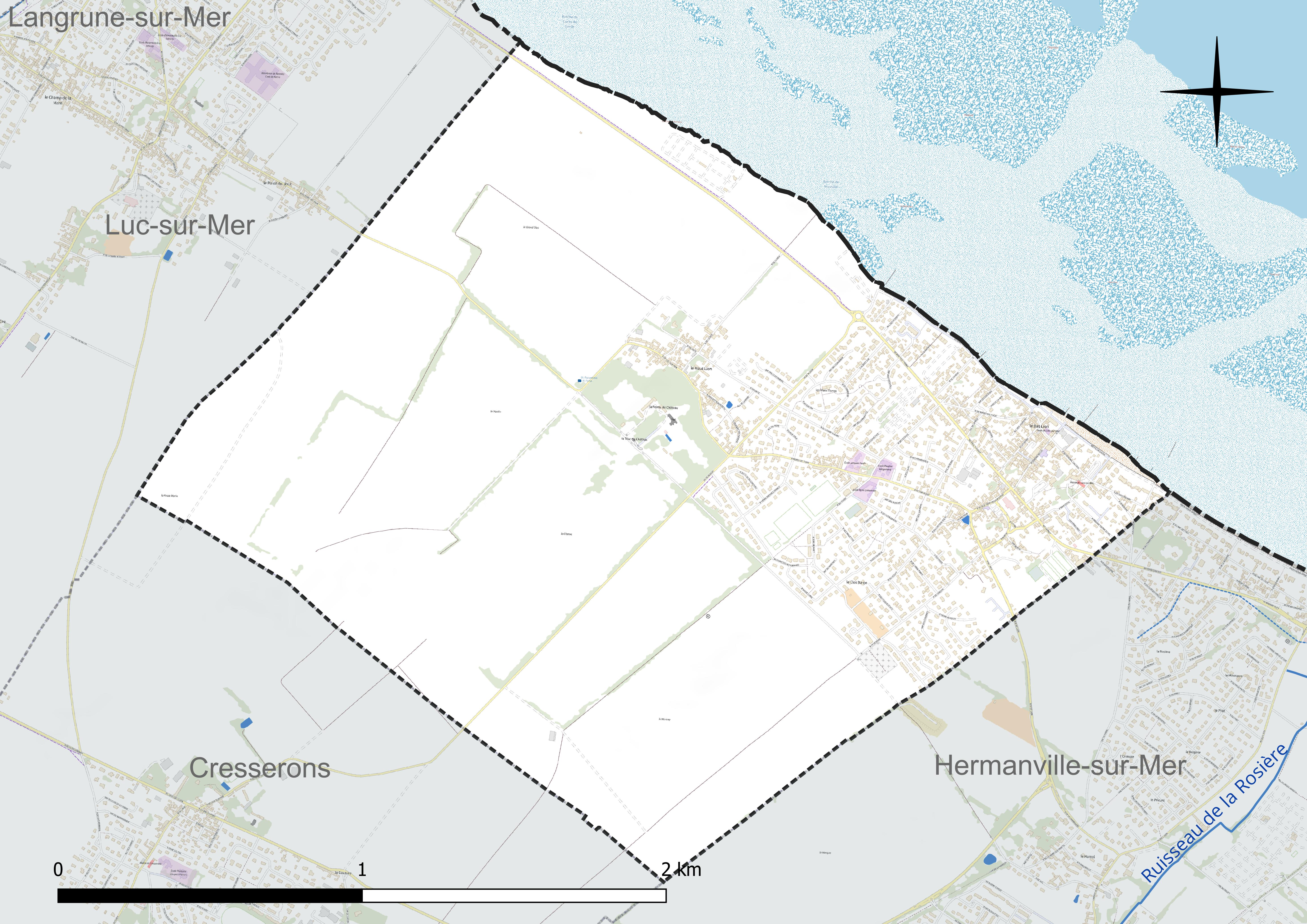
Réseau hydrographique de Lion-sur-Mer.

### Climat
Pour des articles plus généraux, voir Climat de la Normandie et Climat du Calvados.
En 2010, le climat de la commune est de type climat océanique altéré, selon une étude du CNRS s'appuyant sur une série de données couvrant la période 1971-2000. En 2020, Météo-France publie une typologie des climats de la France métropolitaine dans laquelle la commune est exposée à un climat océanique et est dans la région climatique  Normandie (Cotentin, Orne), caractérisée par une pluviométrie relativement élevée (850 mm/a) et un été frais (15,5 °C) et venté. Parallèlement le GIEC normand, un groupe régional d'experts sur le climat, différencie quant à lui, dans une étude de 2020, trois grands types de climats pour la région Normandie, nuancés à une échelle plus fine par les facteurs géographiques locaux. La commune est, selon ce zonage, exposée à un « climat des plateaux abrités », correspondant à la plaine agricole de Caen à Falaise, sous le vent des collines de Normandie et proche de la mer, se caractérisant par une pluviométrie et des contraintes thermiques modérées.
Pour la période 1971-2000, la température annuelle moyenne est de 10,9 °C, avec  une amplitude thermique annuelle de 11,7 °C. Le cumul annuel moyen de précipitations est de 655 mm, avec 11,5 jours de précipitations en janvier et 7,1 jours en juillet. Pour la période 1991-2020, la température moyenne annuelle observée sur la station météorologique la plus proche, située sur la commune de Bernières-sur-Mer à 8 km à vol d'oiseau, est de 11,7 °C et le cumul annuel moyen de précipitations est de 695,0 mm,. Pour l'avenir, les paramètres climatiques de la commune estimés pour 2050 selon différents scénarios d'émission de gaz à effet de serre sont consultables sur un site dédié publié par Météo-France en novembre 2022.

## Urbanisme

### Typologie
Au 1er janvier 2024, Lion-sur-Mer est catégorisée ceinture urbaine, selon la nouvelle grille communale de densité à 7 niveaux définie par l'Insee en 2022.
Elle appartient à l'unité urbaine de Hermanville-sur-Mer, une agglomération intra-départementale dont elle est une commune de la banlieue,. Par ailleurs la commune fait partie de l'aire d'attraction de Caen, dont elle est une commune de la couronne,. Cette aire, qui regroupe 296 communes, est catégorisée dans les aires de 200 000 à moins de 700 000 habitants,.
La commune, bordée par la baie de Seine, est également une commune littorale au sens de la loi du 3 janvier 1986, dite loi littoral. Des dispositions spécifiques d'urbanisme s'y appliquent dès lors afin de préserver les espaces naturels, les sites, les paysages et l'équilibre écologique du littoral, tel le principe d'inconstructibilité, en dehors des espaces urbanisés, sur la bande littorale des 100 mètres, ou plus si le plan local d'urbanisme le prévoit.

### Occupation des sols
L'occupation des sols de la commune, telle qu'elle ressort de la base de données européenne d'occupation biophysique des sols Corine Land Cover (CLC), est marquée par l'importance des territoires agricoles (74,1 % en 2018), en diminution par rapport à 1990 (81,3 %). La répartition détaillée en 2018 est la suivante :
terres arables (74,1 %), zones urbanisées (24,7 %), zones humides côtières (1,2 %). L'évolution de l'occupation des sols de la commune et de ses infrastructures peut être observée sur les différentes représentations cartographiques du territoire : la carte de Cassini (XVIIIe siècle), la carte d'état-major (1820-1866) et les cartes ou photos aériennes de l'IGN pour la période actuelle (1950 à aujourd'hui).

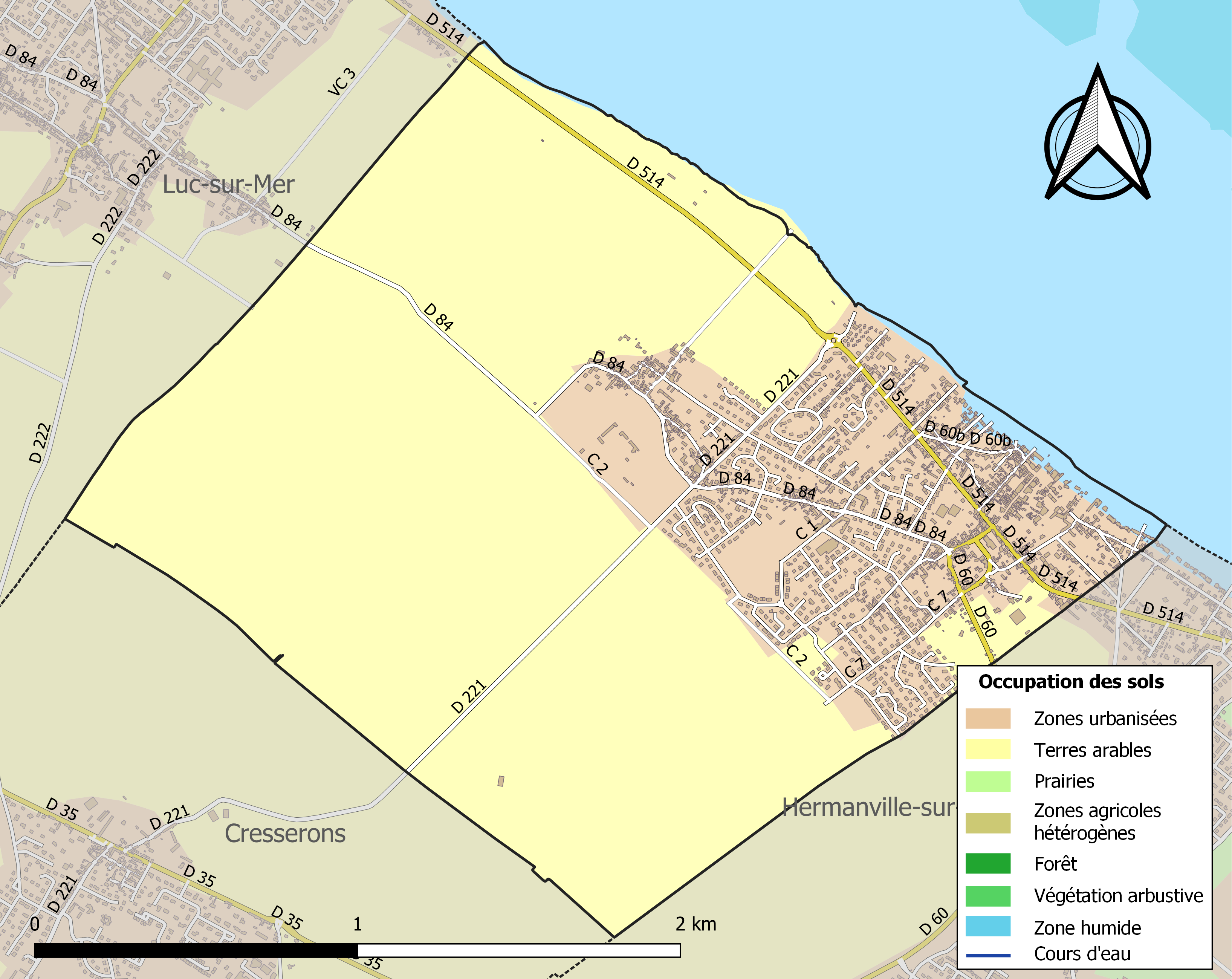
Carte des infrastructures et de l'occupation des sols de la commune en 2018 (CLC).

## Toponymie
Le nom de la localité est attesté sous les formes Lyon en 1202 ; apud Leonem super mare en 1234 ; Lyon sur la mer en 1610 ; Lyon sur Mer au XVIIIe siècle.
Lion-sur-Mer s'est appelée Lyon sur mer jusqu'à l'époque contemporaine.
Lyon pourrait faire référence à des écueils ou des rochers en forme de lions,. Aucun élément topographique, rocher ou récif, ne vient conforter cette explication.
D'autres ont proposé un composé gaulois (celtique) formé du nom du dieu gaulois Lug auquel serait adjoint l'appellatif dunon, terme gaulois évoquant une « agglomération », qui a souvent abouti à la simple finale -on dans la toponymie française. Ce serait donc un homonyme de la ville de Lyon, appelée Lugdunum dans les textes latins. Cependant la forme trop tardive Lyon ne permet pas de confirmer cette hypothèse, car on ne dispose d'aucune trace phonétique relative à l'amuïssement d'un [g] et d'un [d].
Le gentilé est Lionnais.

## Histoire
Lion est un site occupé dès l'Antiquité. Les vestiges de bâtiments d'une exploitation agricole, visible dans la falaise, témoigne de la colonisation romaine après la conquête de la Gaule par Jules César au Ier siècle av. J.-C..
Le village s'est véritablement formé au Moyen Âge en bord de mer, Lion-sur-Mer abrite un petit port de pêche dès le XIIe siècle. Après le rattachement de la Normandie au royaume de France en 1204, les terres de Lion sont partagées entre différents seigneurs, d'où l'existence de plusieurs manoirs, colombiers et moulins à vent, aujourd'hui disparus ou remaniés. Un prieuré est construit à Lion au XIVe siècle.
La famille Le Sens, établie à Lion à la fin du XVe siècle, réunit progressivement les différents fiefs jusqu'au XVIIe siècle. Cette famille noble fait édifier le château de Lion-sur-Mer au XVIe siècle.
Au XIXe siècle, la mode des bains de mer entraîne l'affluence de riches estivants et transforme le village en station balnéaire. De nombreuses villas sont construites en bord de mer dans la seconde moitié du XIXe siècle. La pêche décline à Lion au profit du tourisme.
La commune est desservie de 1891 à 1944 par la ligne de Caen à Luc-sur-Mer des Chemins de fer du Calvados, une ligne de chemin de fer secondaire à voie étroite.

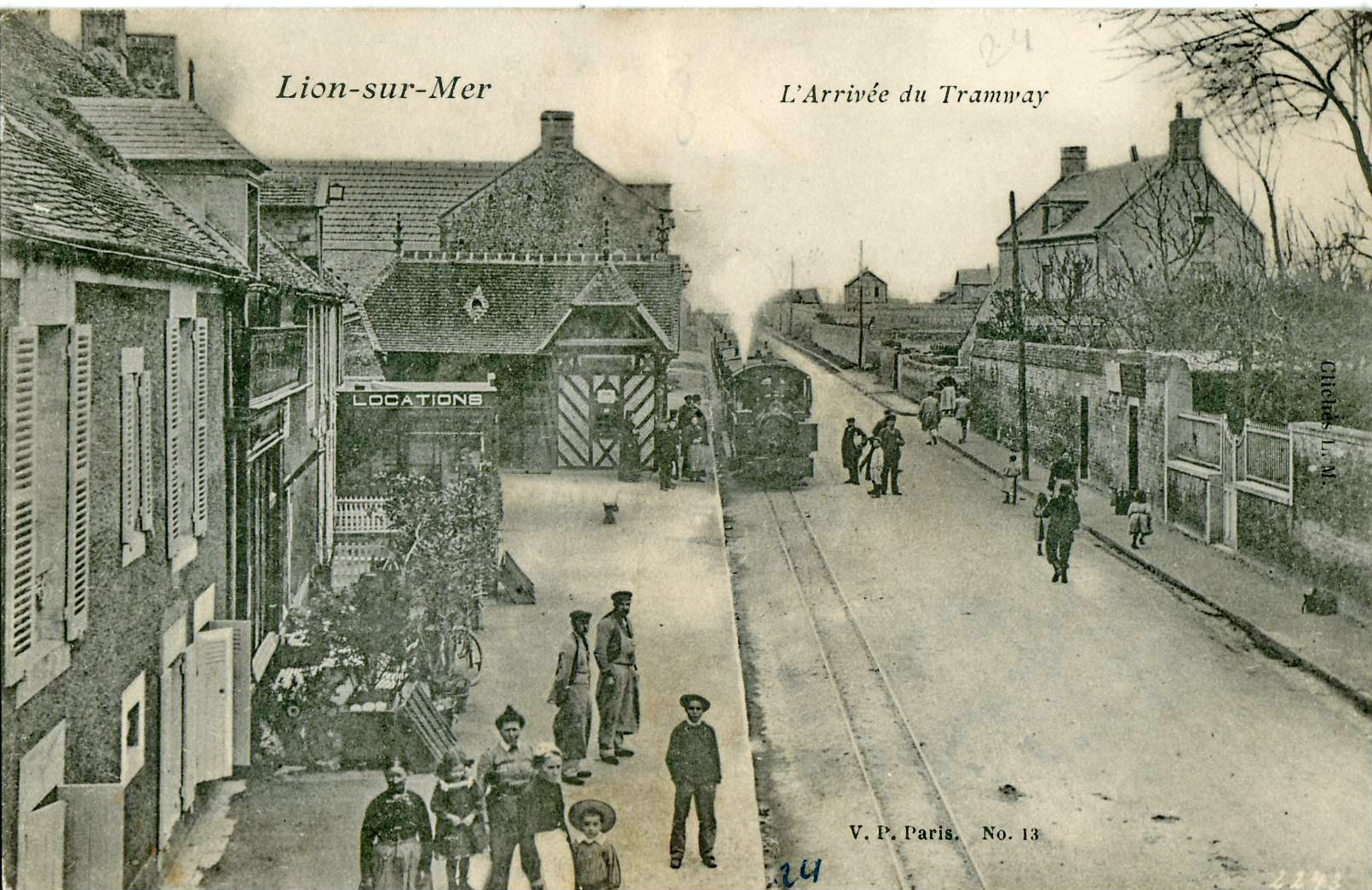
L'arrêt des Chemins de fer du Calvados, avant la Première Guerre mondiale.

Le 6 juin 1944 a lieu le débarquement de soldats britanniques, essentiellement du 41st Royal marines mais aussi du 22nd dragoons. Lion-sur-Mer fait partie du secteur de Sword Beach secteur Queen / green. La plage portait le nom de « sous-secteur Queen » de la zone « Sword ».
Le 41st Royal marines commando, composé de 450 officiers et soldats était dirigé par le lieutenant-colonel Gray. Partis le 5 juin de Warshaw à bord de cinq péniches, les hommes du 41st étaient particulièrement chargés de prendre le contrôle d'un blockhaus situé rue de la Hève et d'attaquer le château. La journée du 6 juin voit la disparition de 140 hommes.
Des vétérans visitent régulièrement les lieux du débarquement. Le dernier vétéran connu à avoir refait le chemin est le sergent "Paddy" Smyth, ancien du 22nd dragoons, pendant l'été 2007. Le maire de Lion-sur-Mer, Jean-Marc Gilles lui a remis à l'occasion la médaille de la commune.

## Politique et administration

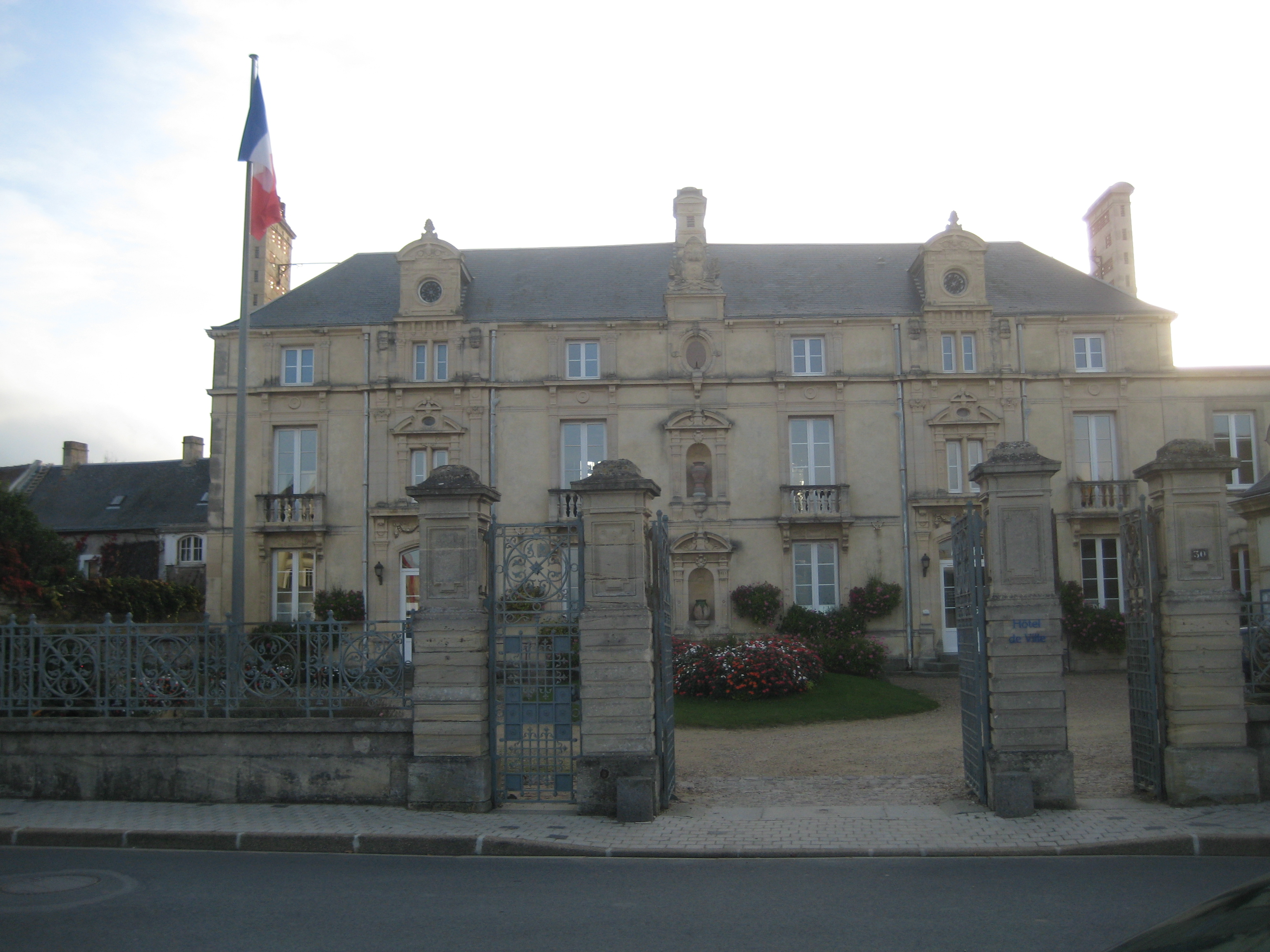
La mairie.

### Liste des maires
Le conseil municipal est composé de vingt-trois membres dont le maire et cinq adjoints.

## Démographie
L'évolution du nombre d'habitants est connue à travers les recensements de la population effectués dans la commune depuis 1793. Pour les communes de moins de 10 000 habitants, une enquête de recensement portant sur toute la population est réalisée tous les cinq ans, les populations de référence des années intermédiaires étant quant à elles estimées par interpolation ou extrapolation. Pour la commune, le premier recensement exhaustif entrant dans le cadre du nouveau dispositif a été réalisé en 2004.
En 2022, la commune comptait 2 510 habitants, en évolution de +3,55 % par rapport à 2016 (Calvados : +1,58 %, France hors Mayotte : +2,11 %).
| 1793 | 1800 | 1806  | 1821  | 1831  | 1836  | 1841  | 1846  | 1851  |
| ---- | ---- | ----- | ----- | ----- | ----- | ----- | ----- | ----- |
| 960  | 750  | 1 067 | 1 142 | 1 063 | 1 037 | 1 041 | 1 035 | 1 014 |

| 1856  | 1861  | 1866  | 1872  | 1876  | 1881  | 1886  | 1891  | 1896  |
| ----- | ----- | ----- | ----- | ----- | ----- | ----- | ----- | ----- |
| 1 031 | 1 056 | 1 103 | 1 082 | 1 127 | 1 060 | 1 045 | 1 060 | 1 061 |

| 1901  | 1906  | 1911  | 1921  | 1926  | 1931  | 1936  | 1946  | 1954  |
| ----- | ----- | ----- | ----- | ----- | ----- | ----- | ----- | ----- |
| 1 057 | 1 067 | 1 099 | 1 021 | 1 045 | 1 048 | 1 002 | 1 530 | 1 447 |

| 1962  | 1968  | 1975  | 1982  | 1990  | 1999  | 2004  | 2006  | 2009  |
| ----- | ----- | ----- | ----- | ----- | ----- | ----- | ----- | ----- |
| 1 531 | 1 613 | 1 748 | 1 823 | 2 086 | 2 401 | 2 508 | 2 568 | 2 600 |

| 2014  | 2019  | 2022  | - | - | - | - | - | - |
| ----- | ----- | ----- | - | - | - | - | - | - |
| 2 421 | 2 536 | 2 510 | - | - | - | - | - | - |

Les communes de Lion-sur-Mer et Hermanville-sur-Mer forment une unité urbaine de 5 266 habitants (2010).

## Économie et tourisme
Depuis mars 2010, Lion-sur-Mer est dénommée « commune touristique ».
Renouvellement en 2020, à la suite de la constitution de la communauté urbaine de Caen la mer et la création de l'Office de Tourisme communautaire en 2017.
La ville est traversée par la voie EuroVelo 4.
Bureau d'information touristique (OT de Caen la Mer) en période estivale

## Culture locale et patrimoine

### Lieux et monuments
- Église Saint-Pierre dont le clocher datant de la première partie du XIIe siècle lui vaut classement au titre des Monuments historiques[42].
- Temple de l'église protestante unie de France de Lion-sur-Mer.
- Le château de Lion-sur-Mer (habitation privée, fermée au public) et ses dépendances sont en partie classés et en partie inscrits[43].
- Monument de la Liberté érigé à la mémoire du 41 Royal Marines Commando qui a débarqué sur la plage à l'heure indiqué par l'emplacement d'une pierre sur le cadran solaire au sol le 6 juin 1944.
- La maison la Villa Louis, ancien casino construit en 1866-1868 et remaniée ensuite dans le style art nouveau est inscrit au titre des Monuments historiques[44].
- Les falaises des Confessionnaux[45]. La mer a creusé dans les falaises friables des grottes peu profondes, comme les grottes de l'Anguillère, qui étaient le lieu de rendez-vous galants des habitants des communes voisines. Ces petits espaces discrets ont donné son nom à ces falaises.
- La plage, la digue.
- Villa Bella Vista.

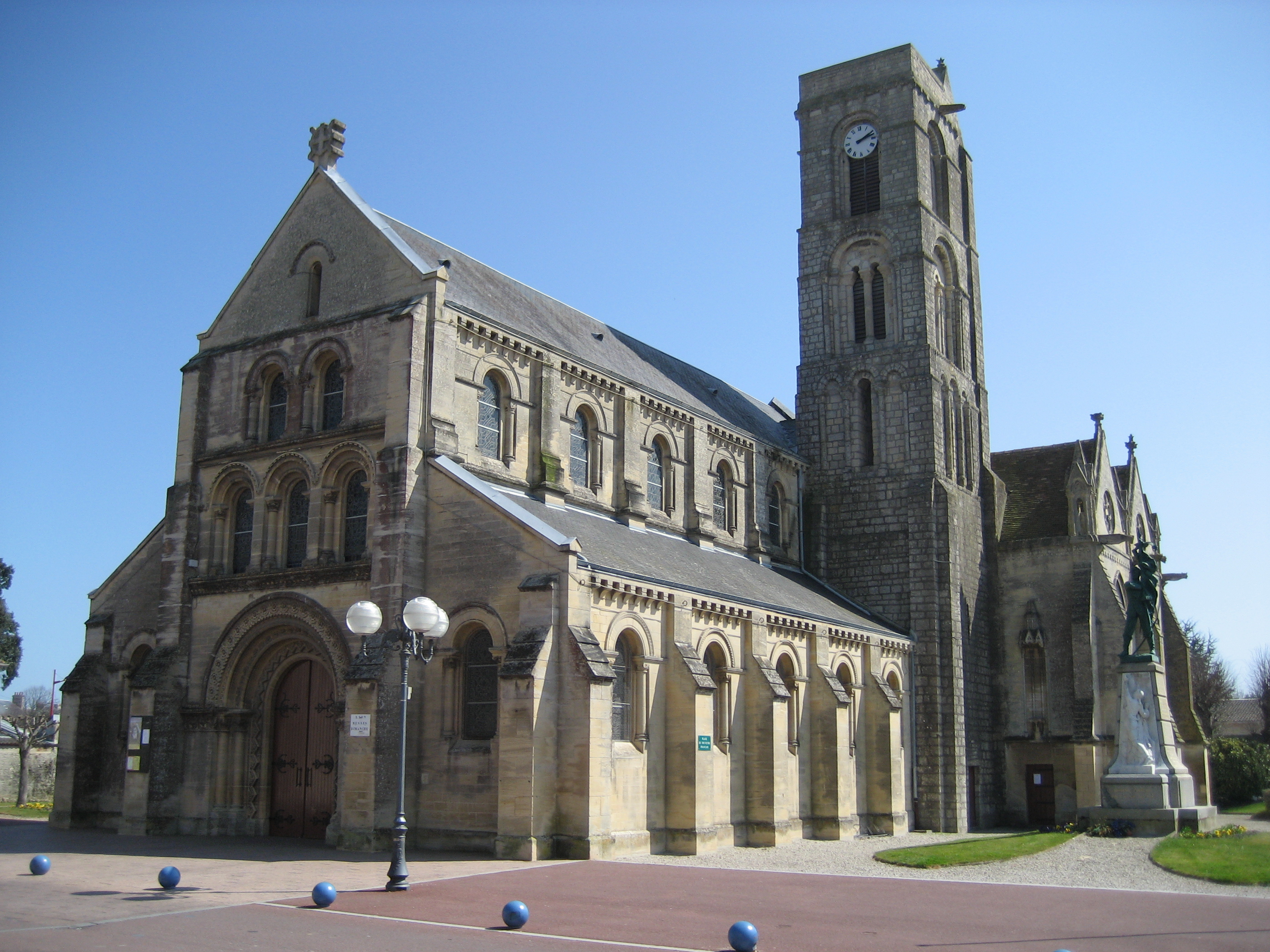
La façade de l'église.
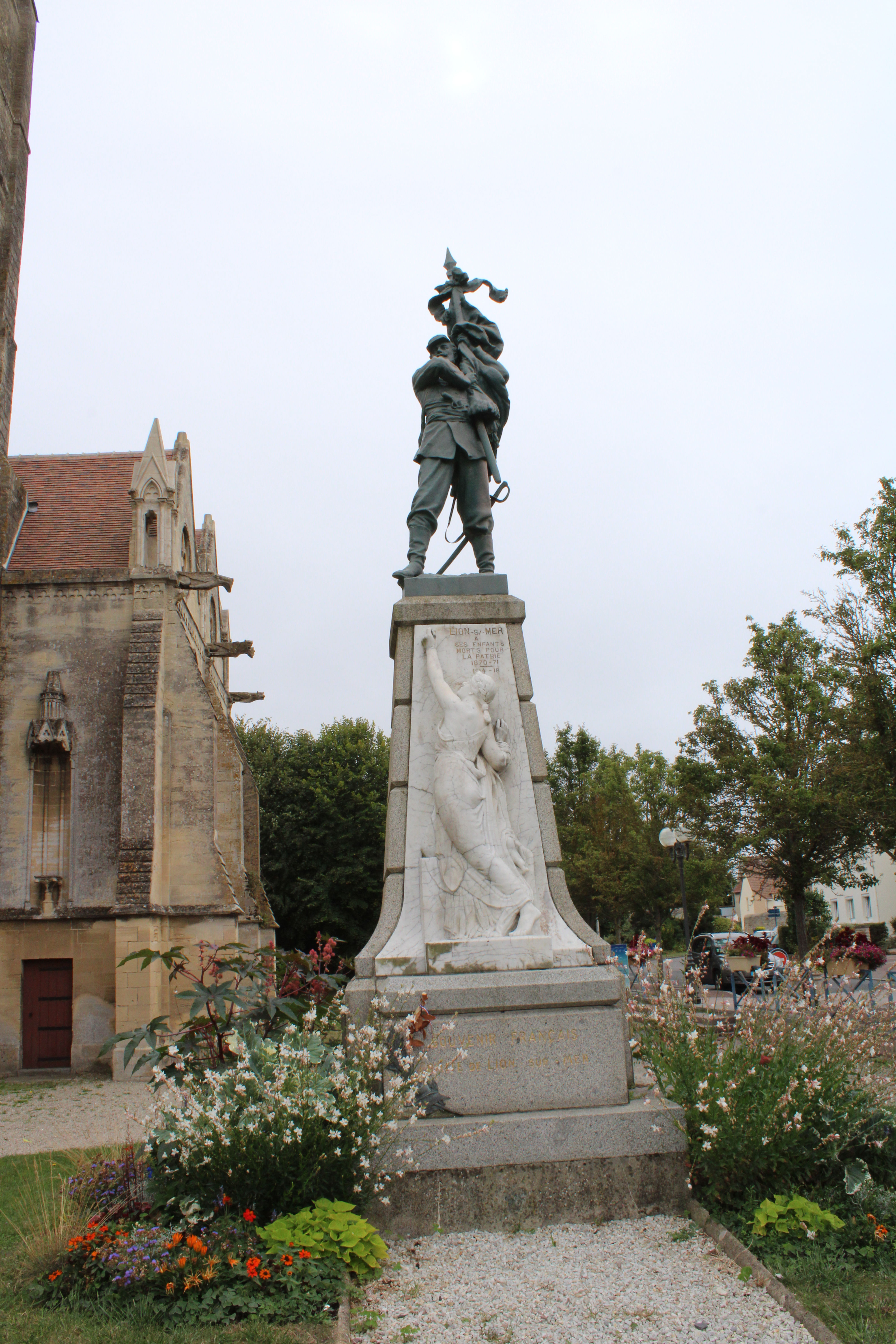
Le monument aux morts.
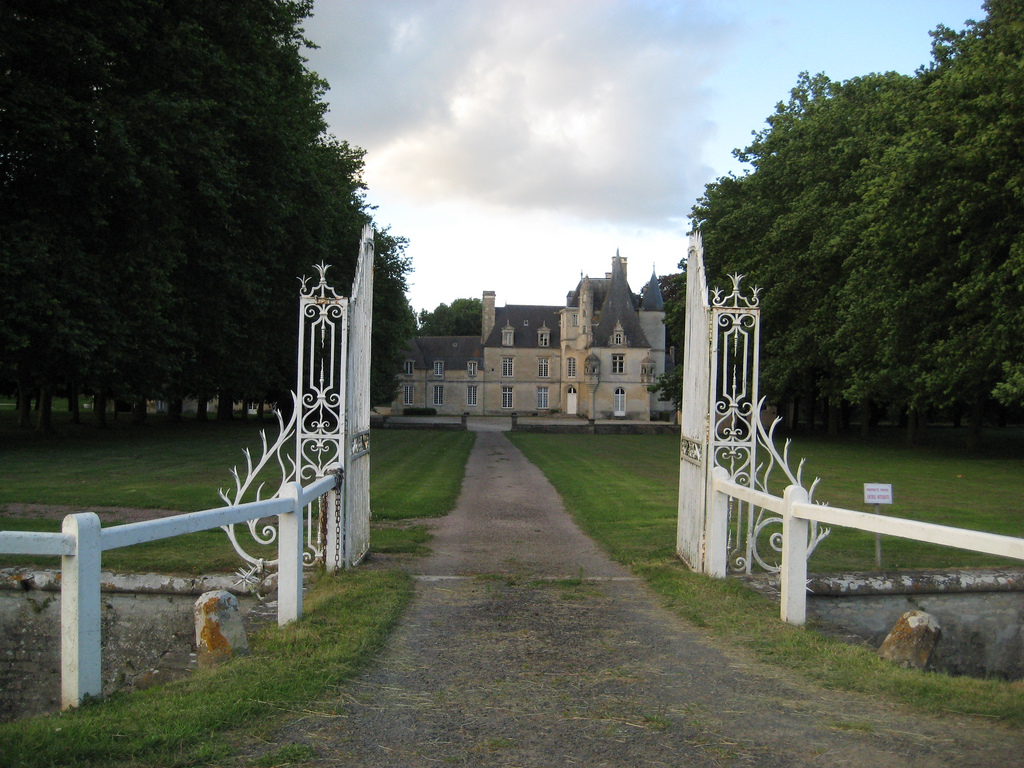
L'entrée du château de Lion.
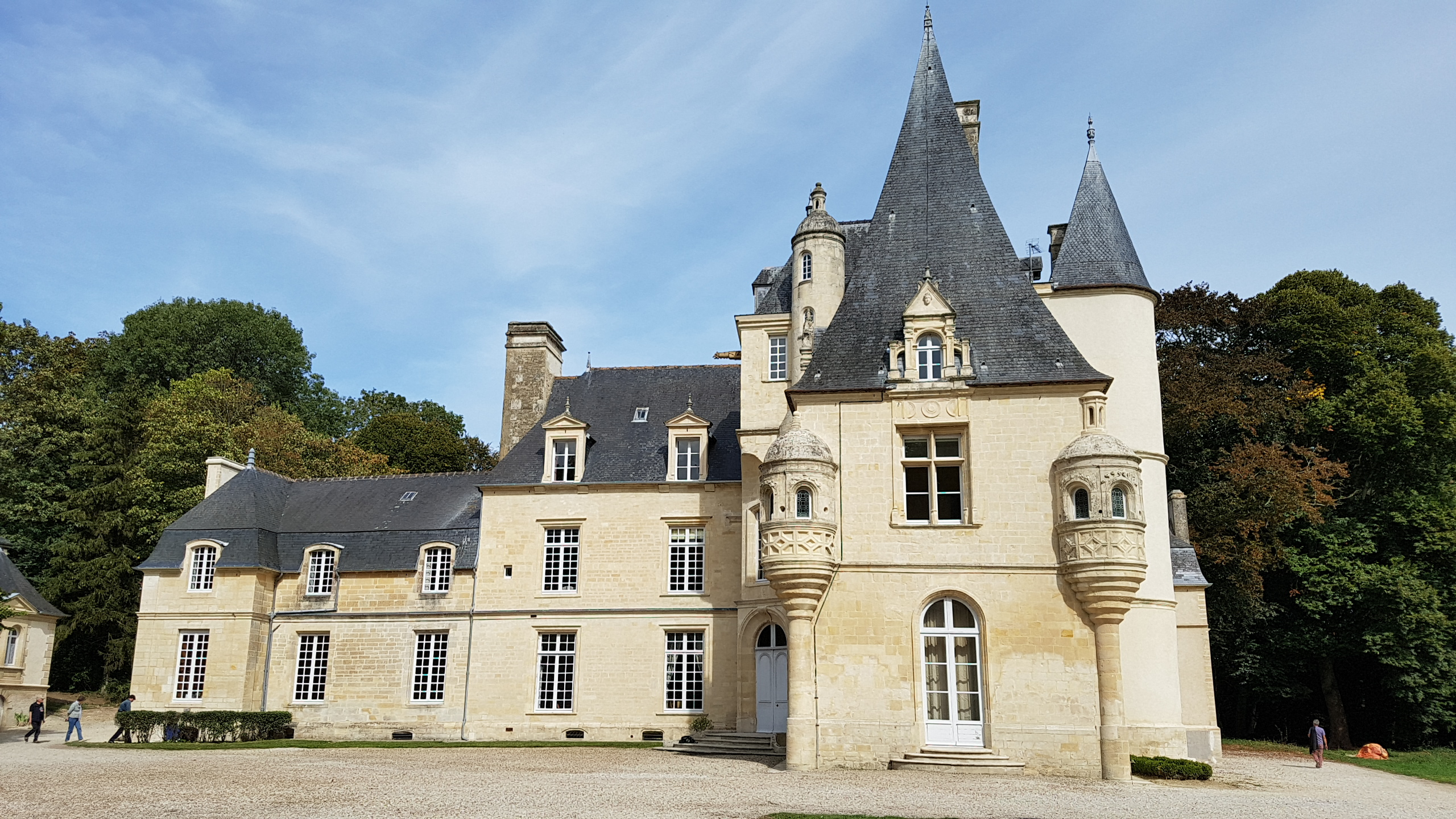
Façade du château
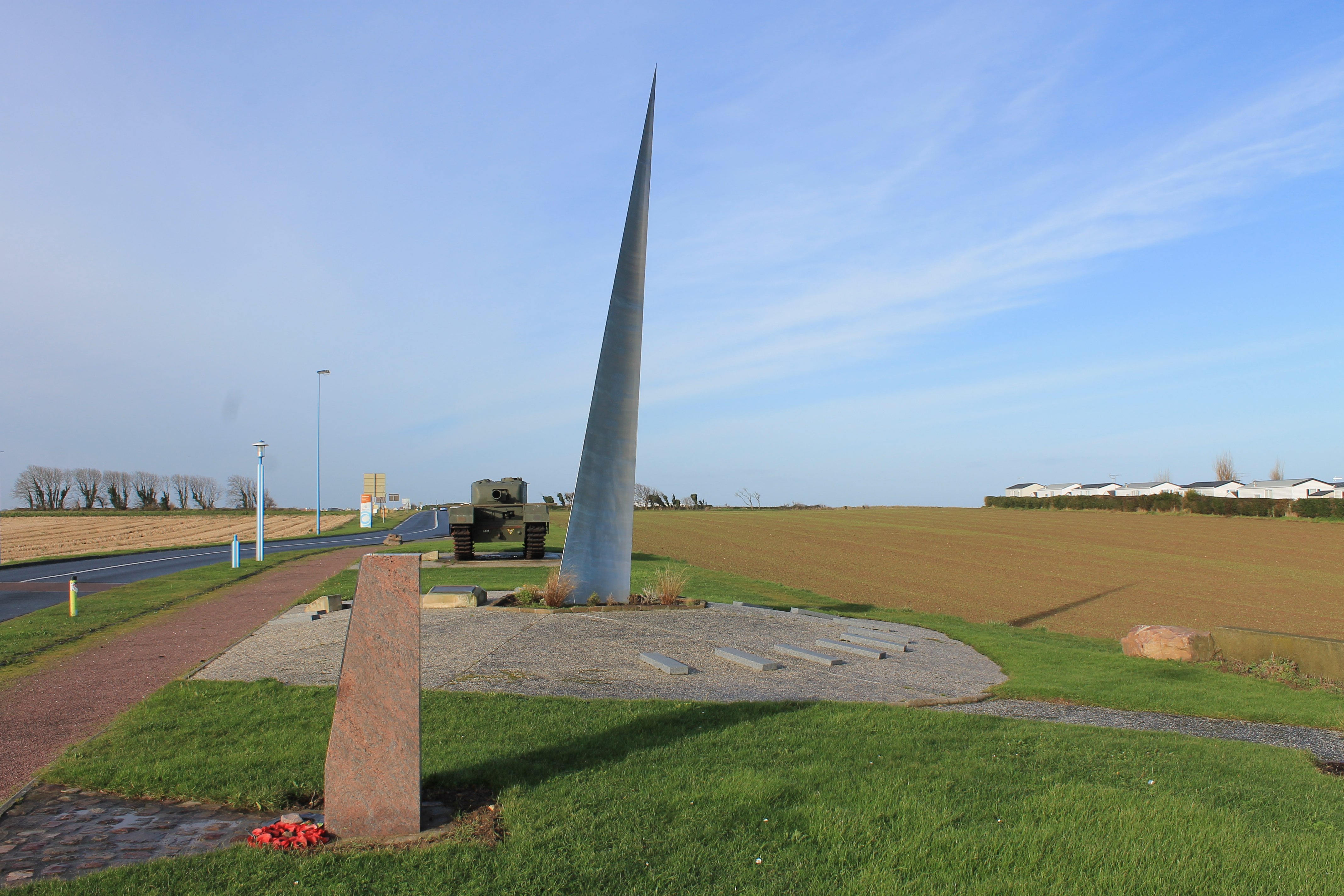
Monument de la Liberté, cadran solaire.
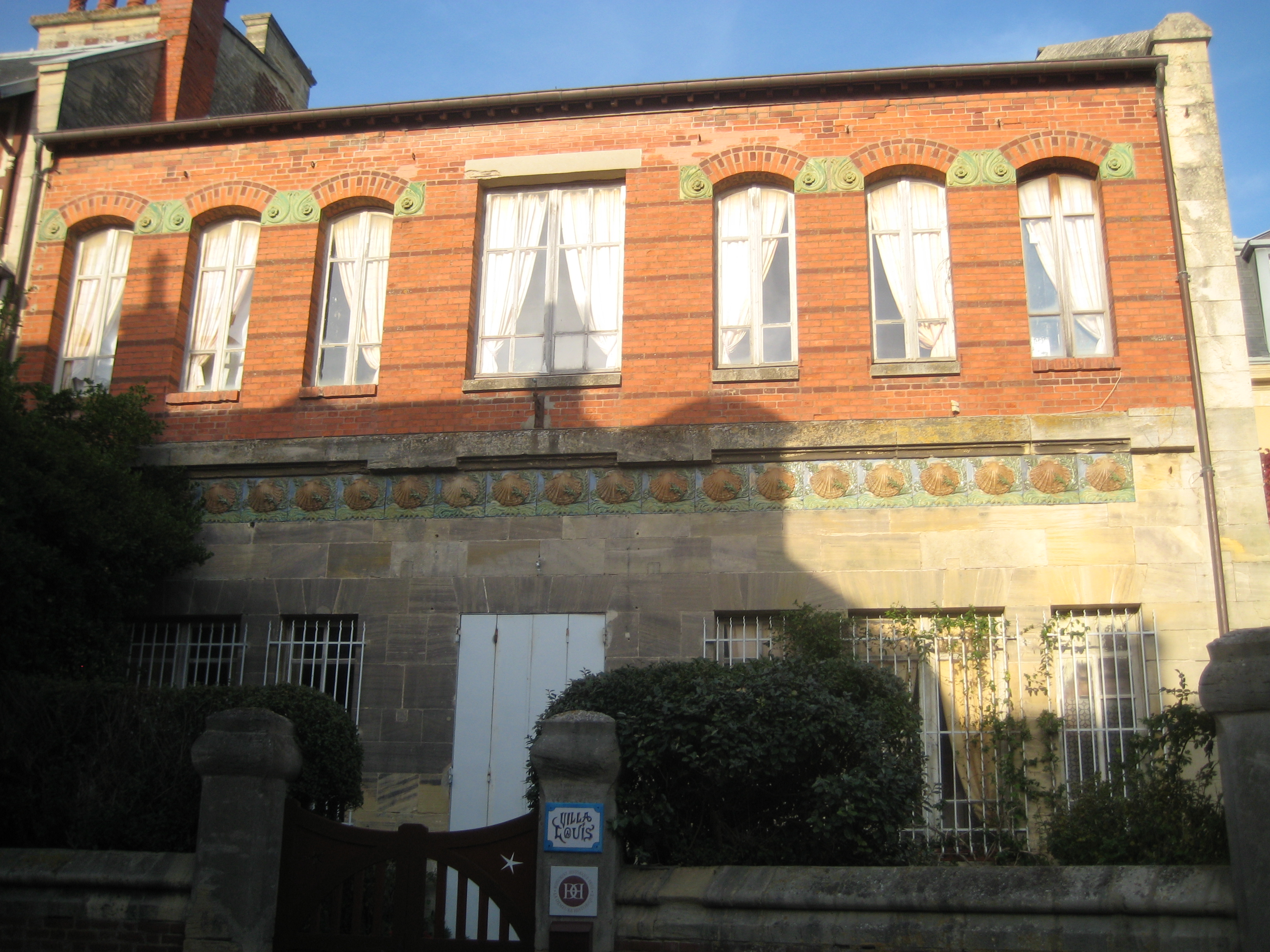
La Villa Louis.
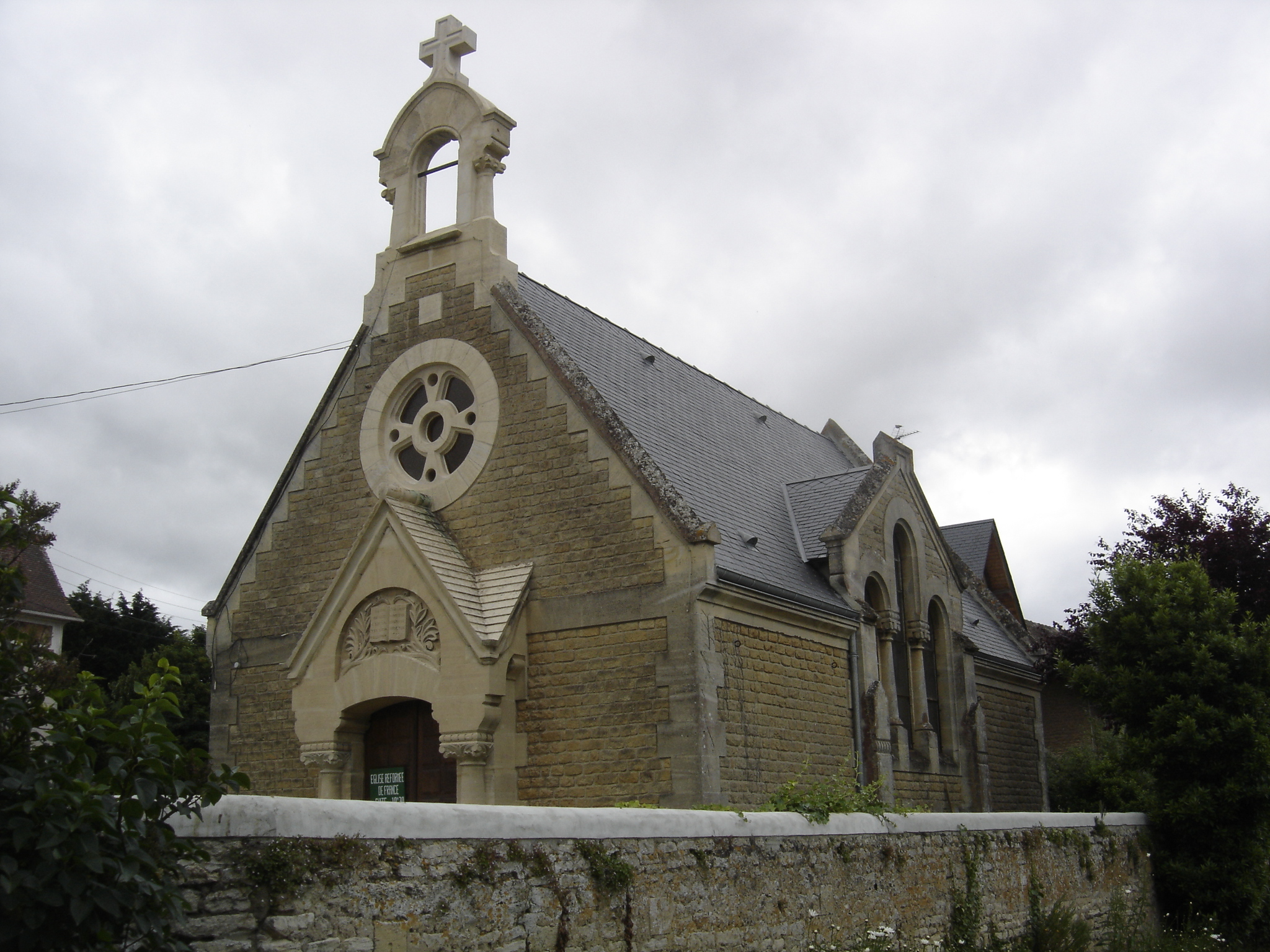
Le temple de 1905.

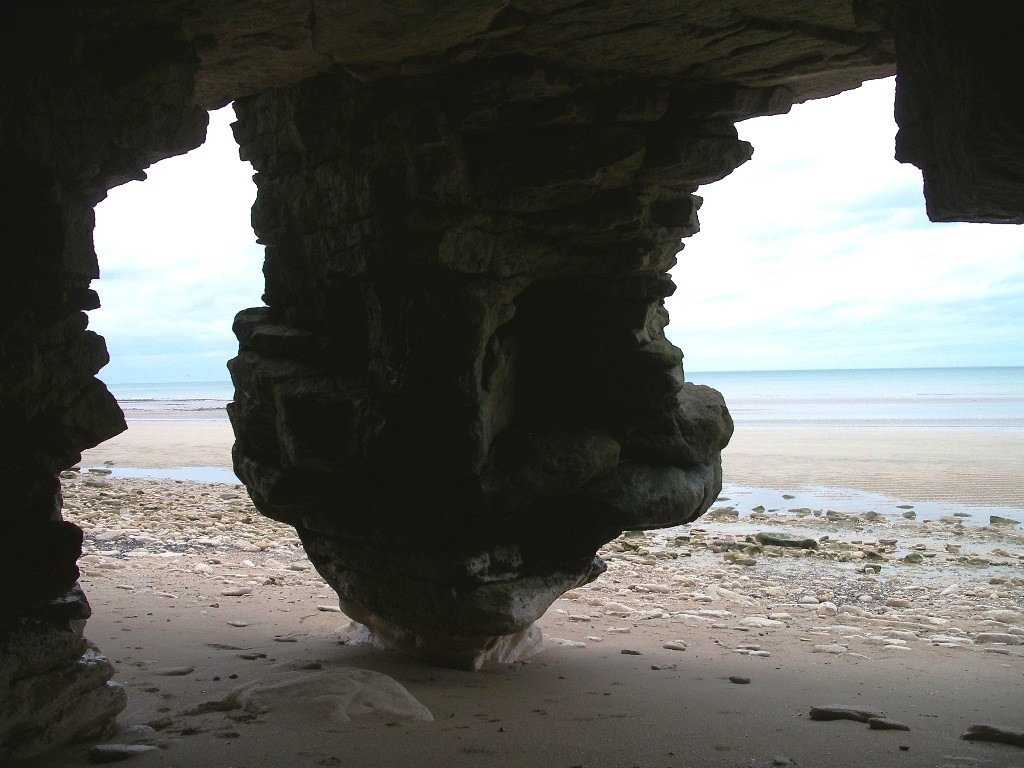
La falaise des Confessionnaux.
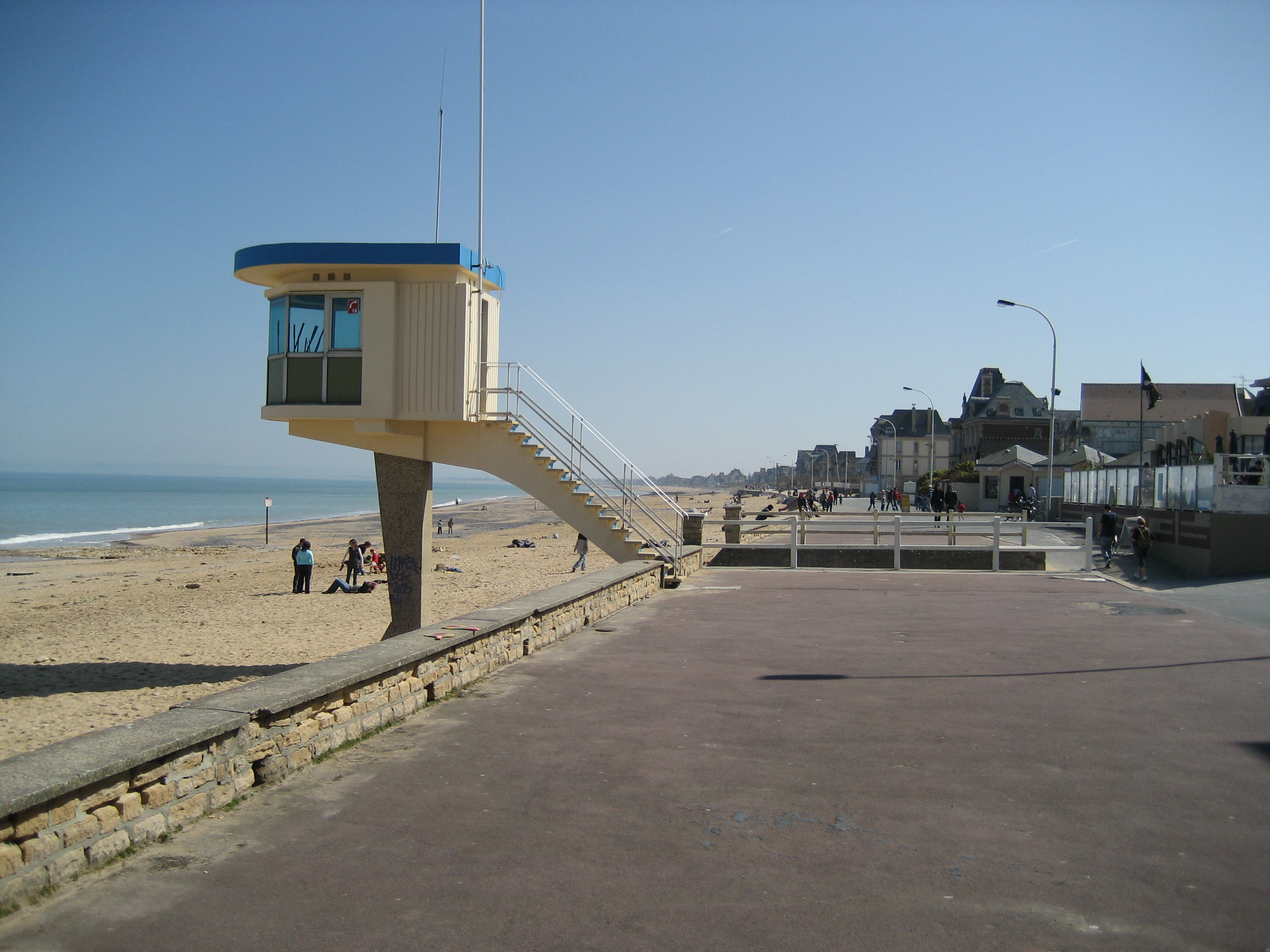
À l'est, la plage avec la digue (au premier plan, la vigie de la SNSM).
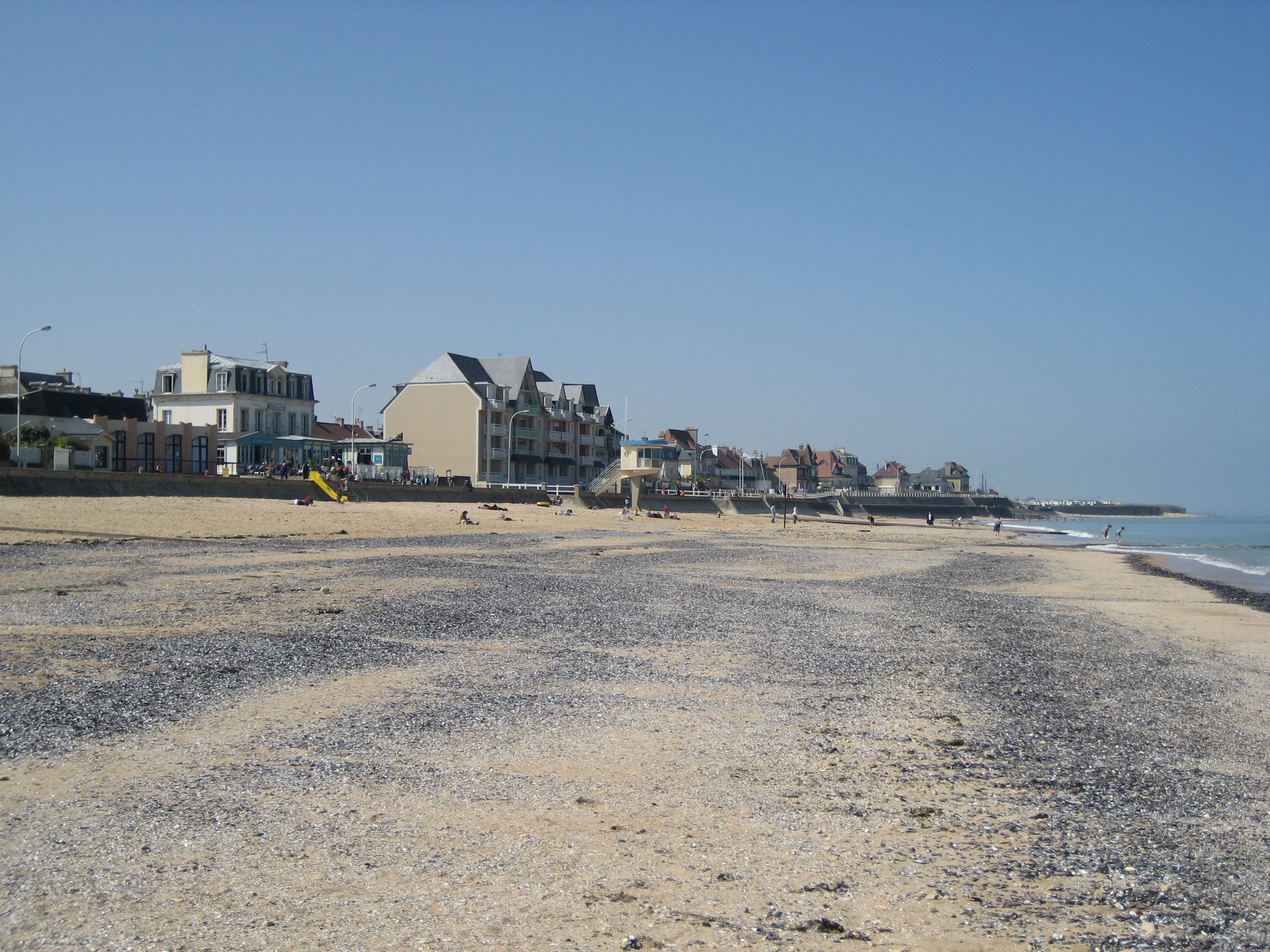
La digue vue de la plage.
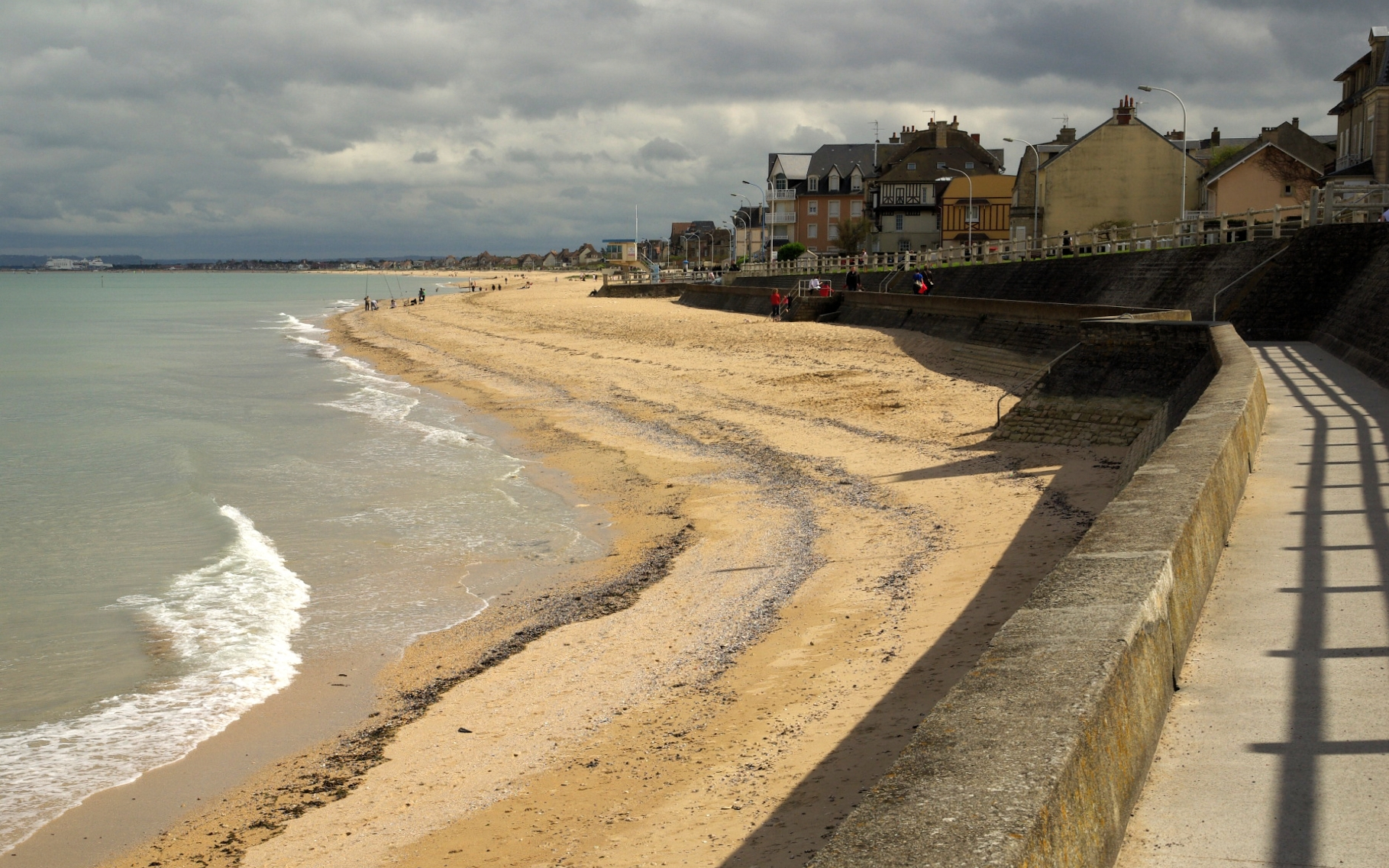
La plage de Lion-sur-Mer.

### Culture
- Le cinéma Le Trianon en front de mer : programmation du Lux (Caen)
- Bibliothèque Pour Tous

#### Sports
L'Olympique de Lion-sur-Mer a fait évoluer deux équipes de football en divisions de district jusqu'en 2014.
Autres sports
- Sporting club de Lion-Hermanville (tennis : huit courts en terre battue).
- École de voile OCEAN
- Complexe sportif (gymnase, courts de tennis et terrain de football).
- Association Tennis de Table Lion-sur-Mer (dix-huit tables au gymnase).

#### Enfance et jeunesse
L'école et la mairie de Lion-sur-Mer accueillent tous les enfants à partir de 3 ans et demi ainsi que les adolescents les mercredis et durant toutes les périodes de vacances scolaires hormis celles de Noël.

#### Associations
- Aglaé : organisation d'expositions d'artistes à la galerie Le Trianon.
- Les Amis du cinéma : festivals, séances de cinéma thématiques.
- Les Forbans de Lion  : groupe de chants marins.
- Lion environnement : Jardins partagés, nettoyage de la plage, marché bio.
- Clown en chœur.
- Les Amis de l'orgue : organisation de concerts dans le cadre du Festival estival autour de l'orgue Chéron (1958).
- L'Association de sauvegarde de l'église Saint-Pierre de Lion-sur-Mer : valorisation et sauvegarde de l'église. Organisation d'événements : concerts, visites, expositions dans le cadre de Pierres en lumières et des Journées européennes du patrimoine..

#### Jumelages
- Kiebingen (Allemagne) depuis 1964 (Kiebingen est un quartier de la ville de Rottenburg am Neckar).

#### Manifestations
- Les Terrasses dansantes de l'été : concerts gratuits, en juillet et août.
- Salon du livre ancien et moderne (exposants professionnels, en avril et juillet).
- Concerts classiques organisés à l'église et au château : festival autour de l'orgue (en juillet), l'Académie musicale internationale de la Côte de Nacre (en août).
- Brocantes professionnelles, vide-greniers.
- la fête des Normands en septembre : repas et animations (danses normandes et chants marins).
- L'art au jardin (premier week-end de juin): visite libre de jardins lionnais animés par des artistes locaux.
- La Fête de la mer du 15 août: défilé des bateaux, messe et bénédiction des bateaux, banquet poissonnade.

### Personnalités liées à la commune
- Gyp, nom de plume de la comtesse de Martel, née Mirabaud (1849-1932), femme de lettres prolifique et égérie des mouvements nationalistes et anti-dreyfusards. Lion-sur-Mer fut son lieu de résidence habituel à la charnière des XIXe et XXe siècles.
- Henri Legoux-Longpré (1850-1894 à Lion-sur-Mer), député du Calvados.

#### Personnalités inhumées à Lion-sur-Mer
- Paul-Marie Duval (1912-1997), historien, académicien de l'académie des inscriptions et des belles-lettres.
- Michel Habib-Deloncle (1921-2006), résistant, député de la Ve République, secrétaire d'État.

### Héraldique
| armes de Lion-sur-Mer | Les armes de la commune de Lion-sur-Mer se blasonnent ainsi : Burelé-ondé d'argent et d'azur de dix pièces, à l'ancre dont la tige retient une vergue posée légèrement en bande surmontée d'une hune, le tout de sable, la tige flammée d'or à dextre, la vergue retenant une voile carrée de gueules chargée d'un lion d'or, attachée au bec des pattes de l'ancre, le tout brochant sur le burelé-ondé. |